# Gwrgan
Gwrgan ap Meurig (Gurgantius in latino e Fergus in inglese; 808 circa – 872) è stato l'ultimo sovrano indipendente del regno di Seisyllwg (nell'odierno Galles).

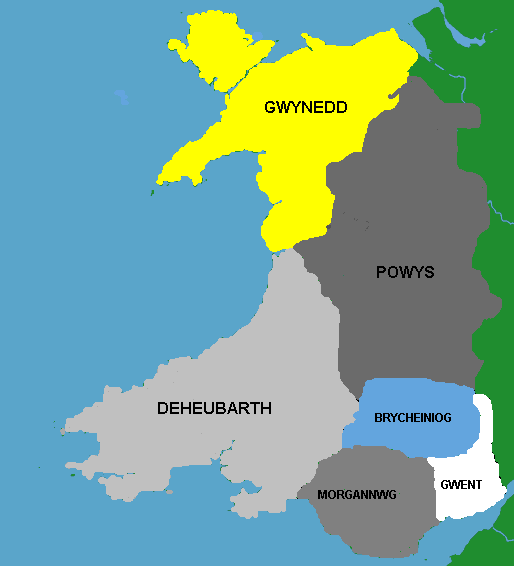
Regni medievali del Galles, tra cui il Deheubarth, nato dall'unione tra Seisyllwg e Dyfed.

Dopo la sua morte per annegamento, il cognato Rhodri Mawr inglobò il Seisyllwg, dandolo al figlio Cadell.